# Dendrobeania mirabilis
Dendrobeania mirabilis is een mosdiertjessoort uit de familie van de Bugulidae.